# Varreddes
Varreddes település Franciaországban, Seine-et-Marne megyében. Lakosainak száma 2166 fő (2022. január 1.). Varreddes Chambry, Congis-sur-Thérouanne, Étrépilly, Germigny-l’Évêque és Poincy községekkel határos.

## Népesség
A település népessége az elmúlt években az alábbi módon változott:
| Lakosok száma | 1884 | 1925 | 1971 | 2004 | 2021 | 2032 | 2077 | 2121 | 2166 |
|               | 2013 | 2015 | 2016 | 2017 | 2018 | 2019 | 2020 | 2021 | 2022 |